# فرودگاه سمنکنگ
فرودگاه سمنکنگ (به انگلیسی: Semonkong Airport) یک فرودگاه با کد یاتا SOK است. این فرودگاه در شهر سمنکنگ کشور لسوتو قرار دارد.